# 矢場川村
矢場川村（やばがわむら）は群馬県の東部、山田郡に属していた村。

## 地理
山田郡の最東端に位置し、矢場川を隔てて栃木県と接していた。
- 河川 - 矢場川

## 歴史
- 1889年（明治22年）4月1日 - 町村制施行により太田町の一部、台之郷村、東長岡村、石原村、安良岡村、東金井村、上小林村、矢場村、植木野村、荒金村、大町村、下小林村、茂木村、沖之郷村、竜舞村、八重笠村が合併して山田郡韮川村が成立する。
- 1893年（明治26年）7月15日 - 大字矢場、植木野、荒金、大町が韮川村より分立し、矢場川村となる。
- 1960年（昭和35年）7月1日 - 南西部の矢場、植木野の各一部が太田市へ、北東部の矢場、植木野の各残部と荒金、大町が栃木県足利市へ編入される。なお、本村合併の前年1959年1月1日には、栃木県足利郡菱村が群馬県桐生市に編入されており、これは栃木県側が提案した交換条件によるものとされている[1]。

## 関連文献
- 小堀誠「群馬県山田郡矢場川村の越境合併について」『新地理』第13巻第4号、日本地理教育学会、1965-1966年、29-41頁、doi:10.5996/newgeo.13.4_29。